# La Bella Celia

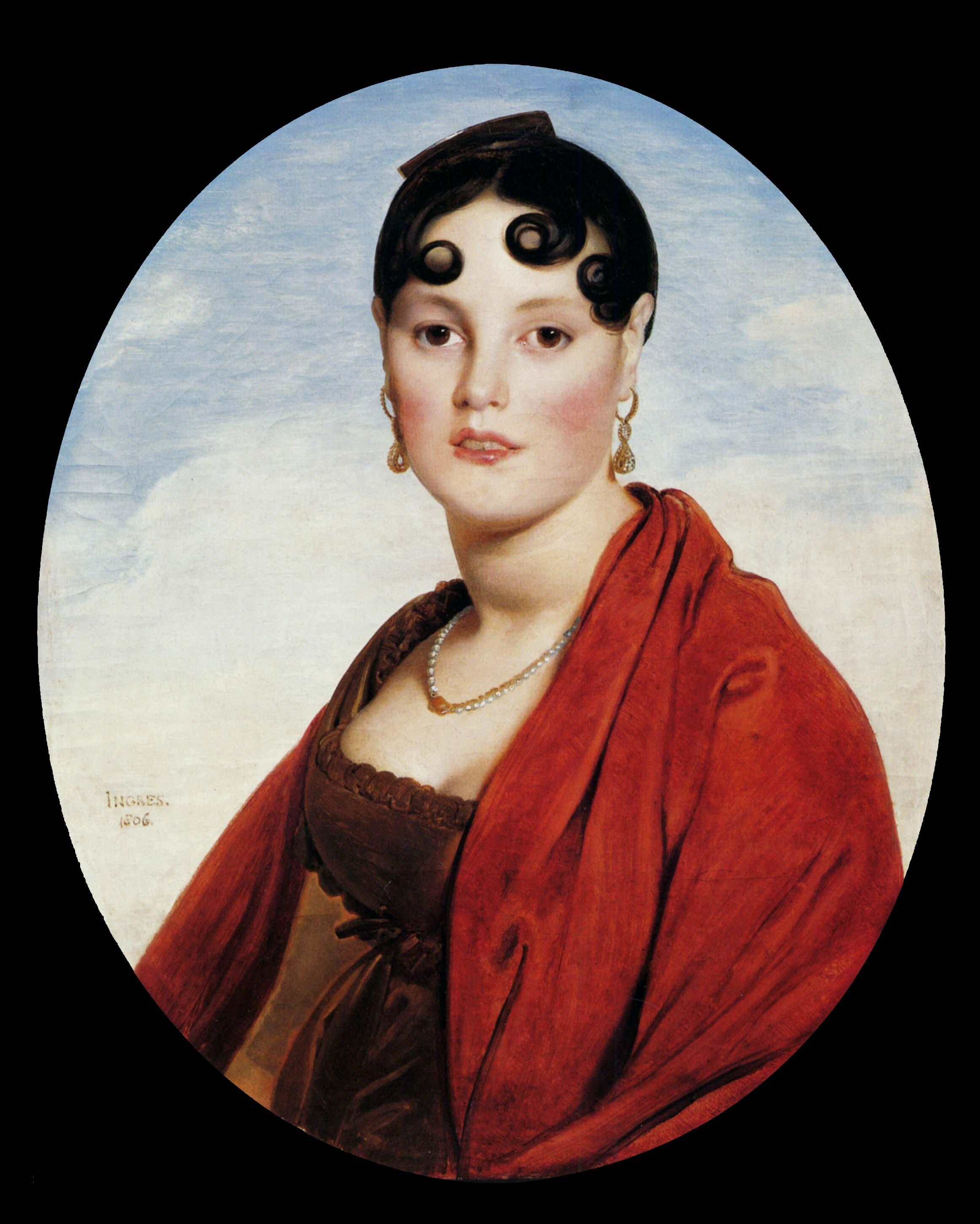
La belle Zélie, Ingres, 49 cm × 59 cm, 1806. Museo de Bellas Artes de Ruan.

El retrato de Madame Aymon o La Bella Celia es un óleo sobre tela de 1806 del artista francés Jean-Auguste-Dominique Ingres. La pintura es uno de los primeros retratos pintados por Ingres, terminado justo antes de su primera estancia en Roma. Se mostró por primera vez al público durante la exposición dedicada a Ingres de 1867 en París, y fue adquirido por el Museo de Bellas Artes de Ruán en 1870.
A pesar de que el trabajo está firmado y fechado en la parte inferior izquierda de la tela, la identidad de la retratada es incierta. La pintura no tenía título cuando entró en la colección del Museo de Bellas Artes de Ruán, siendo antes tentativamente identificada como Madame Aymon (discutido por el museo) y pronto recibió el apodo de La Bella Celia (La belle Zélie), en referencia a una canción popular en la década de 1870, debido "al sutil toque de vulgaridad" aparente en la pintura. Si la retratada es Madame Aymon, Ingres también pudo haber retratado a su marido, aunque tal trabajo se desconoce.
La dama aparece de tres cuartos, colocada ante un cielo abierto con algunas nubes. La tela está dominada por los tonos rojo, negro y marrones. Como con muchos de los retratos femeninos de Ingres, la retratada asume características griegas o rafaelescas. "Sensual y soñolienta", muestra un parecido facial con las figuras posteriores de Ingres de odaliscas y mujeres del harén. Tiene un rostro expresivo, ovalado y con ojos almendrados. Sus ojos son ligeramente separados, las mejillas rubicundas, los labios entreabiertos dejan a la vista los dientes. El cabello negro recogido con una peineta cae sobre su frente en tres rizos gruesos. Lleva pendientes colgantes de diamantes en sus orejas inusualmente alargadas, y un collar de perlas en su cuello también antinaturalmente alargado, "de cisne". Su vestido es de seda marrón y a la moda de la época, cortado justo bajo el pecho y con amplio escote cuadrado, cubriendo sus hombros un amplio chal carmesí. La pintura está llena de curvas acentuadas; desde la forma ovalada del lienzo, a los rizos redondos, la manera del corpiño ciñendo el busto, la forma del rostro y del collar y los aretes.